# Классен (дворянский род)
Классен (дворянский род) (нем. Classen) — дворянский род.
Потомство Егора Классена, вступившего в службу в 1817 году; 30 декабря 1832 г. произведён в коллежские асессоры, а 29 апреля 1838 г. пожалован ему с потомством диплом на дворянское достоинство.

## Описание герба
Щит полурассечён-пересечён. В первой, золотой части, выходящие с левого бока, лазоревые с золотыми цифрами часы. Во второй, червлёной части, золотой коронованный лев. В третьей, лазоревой части, стоящая на серебряном пне золотая сова, сопровождаемая, в главе части, тремя серебряными о шести лучах звездами.
Щит увенчан дворянскими шлемом и короной. Нашлемник: три серебряных страусовых пера. Намёт: справа лазоревый с золотом, слева червлёный с золотом (Герб. XI, 131).